# دست‌نوشته‌های اقتصادی و فلسفی ۱۸۴۴

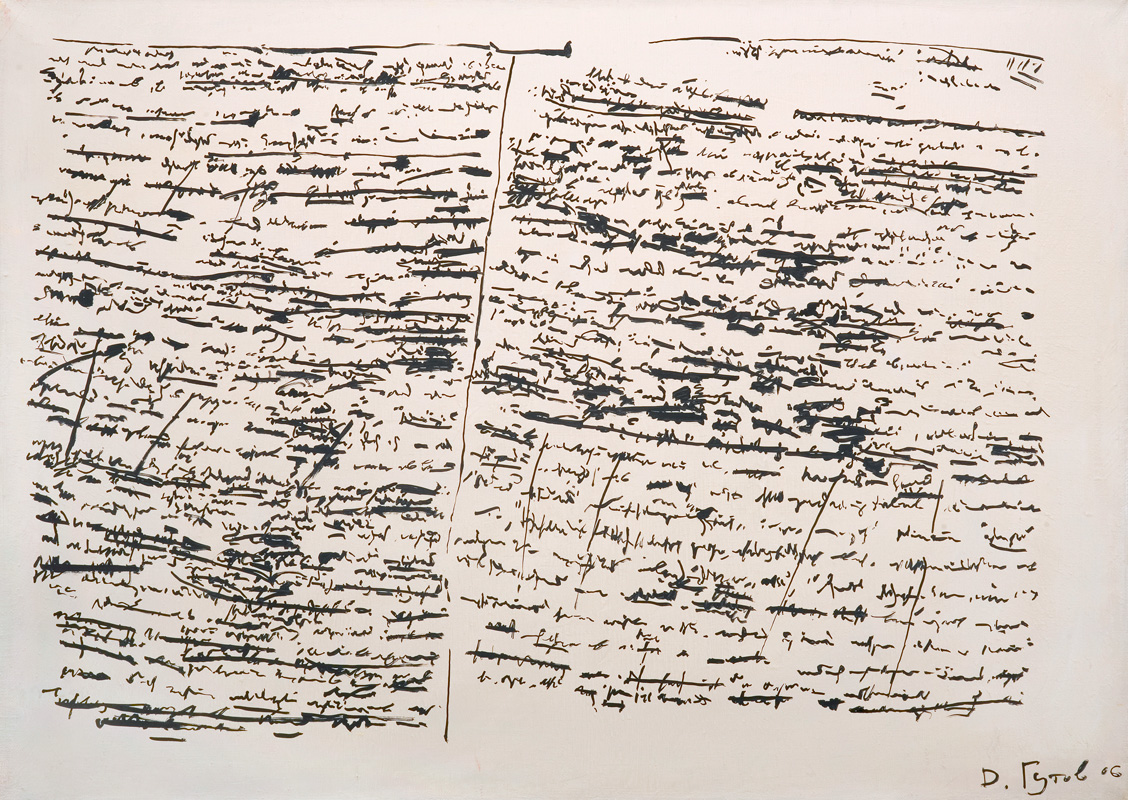
اسکن یک صفحه از نسخه‌های خطی اقتصادی و فلسفی سال ۱۸۴۴، توسط کارل مارکس.

دست‌نوشته‌های اقتصادی و فلسفی ۱۸۴۴ یا دست‌نوشته‌های پاریس مجموعه یادداشت‌هایی هستند که بین آوریل و اوت ۱۸۴۴ توسط کارل مارکس نوشته شده‌اند. این یادداشت‌ها در زمان زندگی مارکس و مدت‌ها پس از مرگش منتشر نشد و برای اولین بار در سال ۱۹۳۲ توسط محققان اتحاد شوروی یافته شد و به چاپ رسید.